# Стасин
Стасин Кипрский (др.-греч. Στασῖνος) — легендарный поэт раннего периода греческой литературы, живший в VII веке до н. э.
По некоторым источникам, считается автором поэмы «Киприи» — труда из 11 книг, который включает в себя известную поэму о событиях Троянской войны. По словам Фотия, её авторство приписывается Гегесию Саламинскому, а иногда даже самому Гомеру, который якобы написал эту поэму по случаю брака его дочери со Стасином. Согласно же надписи, найденной в 1995 году в Галикарнассе, автором считается местный поэт Киприй (Κυπρίας).
«Киприи» можно рассматривать как своего рода предысторию «Илиады». В поэме шла речь о суде Париса, похищении Елены, скитаниях Филоктета на острове Лемнос, высадке ахейцев на побережье Малой Азии.
Прокл в своей «Хрестоматии» кратко рассказывает о поэме Стасина (Фотий, cod. 239). Платон цитирует труд Стасина в речи Сократа в своем раннем диалоге «Евтифрон».